# سالم البيطار
سالم البيطار (7 أغسطس 1973 بحمص في سوريا -) لاعب كرة قدم سوري سابق ومدرب حالي لحراس المرمى في منتخب سوريا لكرة القدم.

## بداياته
بدأ البيطار مسيرته المهنية بعمر 13 سنة حيث انتسب لاشبال نادي الكرامة ولعب له لكافة الفئات العمرية حتى العام 1994 حيث احترف في نادي التعدين المصري لموسم واحد ثم مالبث ان عاد لناديه الأم واعتزل لعب كرة القدم نهائيا عام 2006.

## مشاركاته مع المنتخب الوطني
شارك مع منتخب سورية للشباب في كأس آسيا بإندونيسيا عام 1990 التي حل فيها المنتخب السوري بالمركز الثالث إضافة إلى مشاركته عام 1991 مع المنتخب بكأس العالم للشباب في البرتغال حيث حل فيها المنتخب بالمركز الخامس ويعد أفضل مركز لمنتخب سورية في بطولات كأس العالم للشباب ولعب مع منتخب سوريا لكرة القدم منذ 1992 حتى عام 2000.

## روابط خارجية
- سالم البيطار على موقع الاتحاد الدولي (مؤرشف)  (الإنجليزية)
- سالم البيطار على موقع عالم كرة القدم.نت (الإنجليزية)